# スタークラッシュ
スタークラッシュ（イタリア語: Scontri stellari oltre la terza dimensione）は、1978年に公開されたスペースオペラ映画。
監督、脚本ルイジ・コッツィ。出演マージョー・ゴートナー、キャロライン・マンロー、クリストファー・プラマー、デビッド・ハッセルホフ、ジョー・スピネル。
この映画はスター・ウォーズの大ヒットの影響で作られた。ローマのチネチッタで撮影。ワックス・バーガー兄弟によって製作されジョン・バリーが作曲した。
1978年12月10日ニューワールド・ピクチャーズによって公開された。批評家からは概ね酷評されたがカルト映画として熱烈な支持者も獲得した。

## キャスト
| 役名       | 俳優                     | 日本語吹替                         |
| 役名       | 俳優                     | TBS版                              |
| ---------- | ------------------------ | ---------------------------------- |
| ステラ     | キャロライン・マンロー   | 小原乃梨子                         |
| アクトン   | マージョー・ゴートナー   | 柴田秀勝                           |
| 皇帝       | クリストファー・プラマー | 大木民夫                           |
| サイモン   | デビッド・ハッセルホフ   | 市東昭秀                           |
| ソー       | ロバート・テシア         | 細井重之                           |
| ザース伯爵 | ジョー・スピネル         | 飯塚昭三                           |
| エル(ロク) | ジャド・ハミルトン       | 塩見竜介                           |
|            |                          |                                    |
| 演出       | 演出                     | 長野武二郎                         |
| 翻訳       | 翻訳                     | 大野隆一                           |
| 効果       |                          |                                    |
| 調整       |                          |                                    |
| 制作       | 制作                     | ニュージャパンフィルム             |
| 解説       | 解説                     | 荻昌弘                             |
| 初回放送   | 初回放送                 | 1979年3月26日 『月曜ロードショー』 |